# Campionato mondiale militare di scherma 1989
Il Campionato mondiale militare di scherma del 1989 ("1989 World Military Fencing Championships") è stato organizzato dalla Federazione internazionale della scherma e si è svolto a Warendorf in Germania dal 5 al 13 giugno.
Nel fioretto, si sono aggiudicati i titoli di campione e campionessa mondiale militare l'italiano Federico Cervi, che ha battuto in finale il tedesco Thorsten Weidner, e la francese Isabelle Tuduri-Ep-Gorse che ha avuto la meglio sull'italiana Elisabetta Coppin.
Nella spada l'austriaco Arno Strohmeyer ha battuto in finale il tedesco Stefan Kaupert, ottenendo il titolo mondiale militare maschile.
Nella sciabola il francese Ludovic Randon prevale sul francese Herve Carillo.
Nel campionato mondiale militare a squadre maschili, la nazionale italiana ha prevalso nella finale del fioretto contro la Germania, mentre la nazionale tedesca ha vinto nella spada contro la formazione francese, ed infine la nazionale francese ha avuto la meglio sulla compagine tedesca nella sciabola.

## Podi

### Uomini
| Specialità  | Oro                                        | Argento                                   | Bronzo                                    |
| Individuali |                                            |                                           |                                           |
| Fioretto    | Federico Cervi                             | Thorsten Weidner                          | Alessandro Puccini                        |
| Spada       | Arno Strohmeyer                            | Stefan Kaupert                            | Olivier Jaquet                            |
| Sciabola    | Ludovic Randon                             | Herve Carillo                             | Jacek Huchwajda                           |
| A squadre   |                                            |                                           |                                           |
| Fioretto    | Italia Federico Cervi Alessandro Puccini - | Germania Thomas Endres Thorsten Weidner - | Austria Joachim Wendt -                   |
| Spada       | Germania Stefan Kaupert Nicolas Mölders -  | Francia Dominique Martin Paul Pour -      | Svizzera Olivier Jaquet -                 |
| Sciabola    | Francia Herve Carillo Ludovic Randon -     | Germania Jacek Huchwajda Jochen Knies -   | Italia Michele Bonsanto Sergio Virgilio - |

### Donne
| Specialità  | Oro                      | Argento           | Bronzo          |
| Individuali |                          |                   |                 |
| Fioretto    | Isabelle Tuduri-Ep-Gorse | Elisabetta Coppin | Dagmar Halbherr |

## Medagliere
| Pos.   | Nazione  | Oro | Argento | Bronzo | Totale |
| ------ | -------- | --- | ------- | ------ | ------ |
| 1      | Francia  | 3   | 2       | 0      | 5      |
| 2      | Italia   | 2   | 1       | 2      | 5      |
| 3      | Germania | 1   | 4       | 1      | 6      |
| 4      | Austria  | 1   | 0       | 1      | 2      |
| 5      | Svizzera | 0   | 0       | 3      | 3      |
| Totale | Totale   | 7   | 7       | 7      | 21     |